# 斯波詮高
斯波 詮高（しば あきたか）は、戦国時代の陸奥の戦国大名。高水寺斯波氏の当主（奥南落穂集）。妻は、養父・斯波詮重の娘を娶ったと言われる。

## 略歴
高水寺斯波氏は室町幕府管領家斯波氏の一族で、「斯波御所」、「奥の斯波殿」と呼ばれ、高い家格を誇る名族であった。
明応元年（1492年）に父教兼が志和郡の地頭職を得た後、詮高が明応4年（1495年）に下向して高水寺城を領したとされる（奥南落穂集）。
当時の高水寺斯波氏は北方で勢力を拡大しつつあった三戸南部氏に圧迫されつつあり、詮高は稗貫氏や和賀氏と結んで三戸南部氏に対抗した。天文9年（1540年）南部氏の南下により雫石城の戸沢氏が敗れ、戸沢氏が南部氏に臣従する。勢いそのままに岩手郡にも侵攻され、天文14年（1545年）に詮高が南部氏を迎え撃つために出陣。雫石城を攻め落とし、太田郷にも攻め寄せて、南部氏勢力を岩手郡から駆逐させた。
謀略に優れていたといわれ、一説に戸沢氏の手に戻った雫石を謀略を以て戸沢氏を攻略・放逐し、雫石城攻略後に次男・詮貞を雫石城に入れ、さらに雫石領内の猪去館に三男の詮義を配するなどして家中の結束を固め、高水寺斯波家の全盛期を築き上げた。
天文18年（1549年）に死去。享年74。跡を嫡男の経詮が継いだ。
なお、異説として越前斯波氏である鞍谷氏の出身とする説もある。